# Гейделберг Тауншип (округ Беркс, Пенсільванія)
Гейделберг Тауншип (англ. Heidelberg Township) — селище (англ. township) в США, в окрузі Беркс штату Пенсільванія. Населення — 1731 особа (2020).

## Демографія
Згідно з переписом 2010 року, у селищі мешкали 1724 особи в 612 домогосподарствах у складі 481 родини. Було 641 помешкання
Расовий склад населення:
| - 94,5 % — білих - 3,2 % — чорних або афроамериканців - 0,6 % — азіатів - 0,1 % — вихідців з тихоокеанських островів |

До двох чи більше рас належало 0,9 %. Частка іспаномовних становила 2,3 % від усіх жителів.
За віковим діапазоном населення розподілялося таким чином: 26,4 % — особи молодші 18 років, 59,1 % — особи у віці 18—64 років, 14,5 % — особи у віці 65 років та старші. Медіана віку мешканця становила 41,9 року. На 100 осіб жіночої статі у селищі припадало 103,3 чоловіків;  на 100 жінок у віці від 18 років та старших — 98,9 чоловіків також старших 18 років.
Середній дохід на одне домашнє господарство  становив 88 214 долари США (медіана — 77 841), а середній дохід на одну сім'ю — 94 623 долари (медіана — 81 923). Медіана доходів становила 54 740 доларів для чоловіків та 42 250 доларів для жінок. За межею бідності перебувало 8,0 % осіб, у тому числі 10,8 % дітей у віці до 18 років та 11,6 % осіб у віці 65 років та старших.
Цивільне працевлаштоване населення становило 944 особи. Основні галузі зайнятості: виробництво — 19,6 %, освіта, охорона здоров'я та соціальна допомога — 19,0 %, роздрібна торгівля — 14,6 %.